# يوهان هينريتش يونغ
يوهان هينريتش يونغ (بالألمانية: Johann Heinrich Jung-Stilling)‏ هو كاتب غير روائي وطبيب بيطري وكاتب طبي واقتصادي ألماني، ولد في 12 سبتمبر 1740 في هيلشنباخ في ألمانيا، وتوفي في 2 أبريل 1817 في كارلسروه في ألمانيا.

## وصلات خارجية
- يوهان هينريتش يونغ على موقع الموسوعة البريطانية (الإنجليزية)